# Гил, Селден
Селден Гил  (англ. Selden Connor Gile) (20 марта 1877 года —  8 июня 1947 года) — американский художник, с начала 1910-х до середины 1930-х годов работал в Северной Калифорнии, США. Основатель и группы художников "Society of Six", известных своей живописью на пленэре с  богатой красочной палитрой.

## Стиль
Художник самоучка, Гил в своем творчестве использовал художественные стили Фовистов и ранних французских импрессионистов, картины которых он видел на Панама–Тихоокеанской Международной выставке 1915 года.  В середине двадцатых годов XX века на его творчество оказали влияние, вставлявшиеся на местных выставках Европейского искусства  постимпрессионисты и художники стиля Blue Fourе — «Синий всадник» (нем. Der Blaue Reiter).
Большинство ранних картин художника до 1927 года представляли собой небольшие полотна с изображениями пейзажей Калифорнии  и морского побережья . В отличие от импрессионистов, которые рисовали как на плэнере, так и в студии, Гил, наряду с другими художниками общества "Society of Six" предпочитали полностью рисовать картины на открытом воздухе, обычно в один день. В состав общества "Society of Six" входили художники Селден Коннор Гил, Август Гей (August Gay), Морис Логан (Maurice Logan), Луи Зигест (Louis Siegriest), Бернард фон Эйхман (Bernard von Eichman) и Уильям Клапп (William Clapp).

## Биография
Селден Гил родился 20 марта 1877 в Стоу, штат Мэн, США. В семье фермера Джеймс Генри Эгидия и его жены Эллен Элис Бемис он был самым младшим из шести детей. Мальчика назвали в честь в честь современного им губернатора штата Мэн, Селдона Коннора.  Гил рос, не в пример своим шумным братьям и сестрам, тихим ребенком, робким в общении с женщинами. Как и его брат Эллсворт, он проявил любовь к природе и имел богатое воображение". После окончания в 1894 году средней школы в Нэшвилле, Гил стал жить со своим старшим братом Фрэнком. В 1899 году он окончил бизнес колледж. Потом работал на нескольких работах, пока не устроился казначеем и делопроизводителем в городе Роклин, штат Калифорния. В эти годы он перед отъездом из Роклин написал свою раннюю картину — пейзаж под названием Farm Scene, датированную  1900 годом.
С первой выставки, проводимой  11 марта 1923 года в художественной галерее Oakland Art Gallery с его участием, творчество художника было хорошо принято критиками. Весной 1927 года Гил оставил свою работу в качестве офис-менеджера  и переехал жить в плавучий дом Шабо-роуд в Окленде (также известный как "Чау-дом", где члены общества "Society of Six" встречались  по выходным). Дом находился в заливе Сан-Франциско. В сентябре 1927 года прошла первая персональная выставка художника  в  Беркли, а затем, в 1928 году, было организовано несколько других его выставок, включая выставку в галерее изящных искусств в Сан-Франциско и художественной галереи в Окленде. Несмотря на  положительные отзывы критики, художник стал реже встречаться с коллегами художниками. В эти годы  Великой депрессии, с сочетании с неумеренным употребление алкоголя Гилом, произошел раскол общества "шестерок".
В 1930-е годы художник  переходит на рисование акварелью.  Гил скончался 8 июня 1947 года в Сан-Рафаэль, Калифорния, от цирроза печени.

## Работы

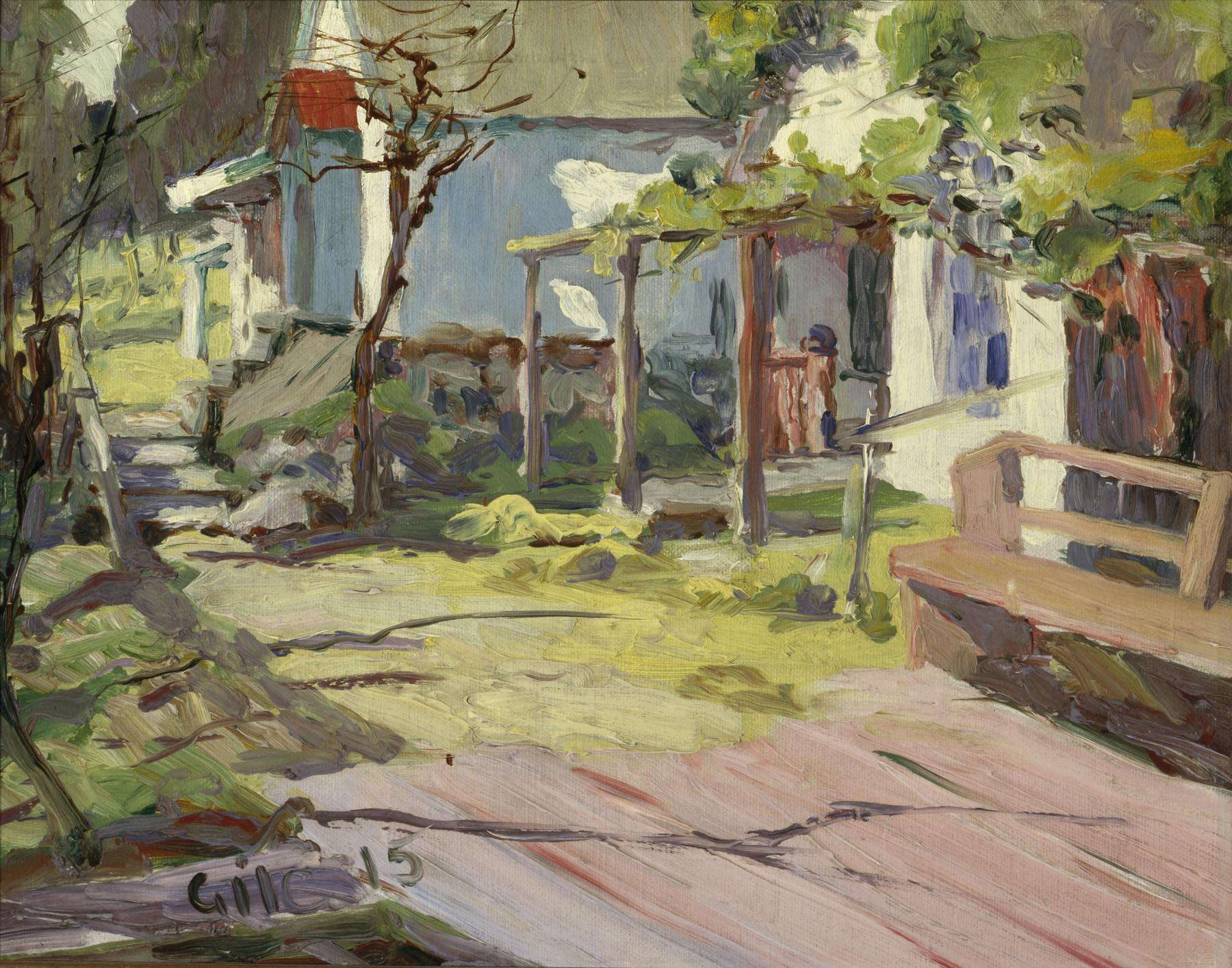
Дом Хоакина Миллера, 1915, холст, масло, музей Окленда
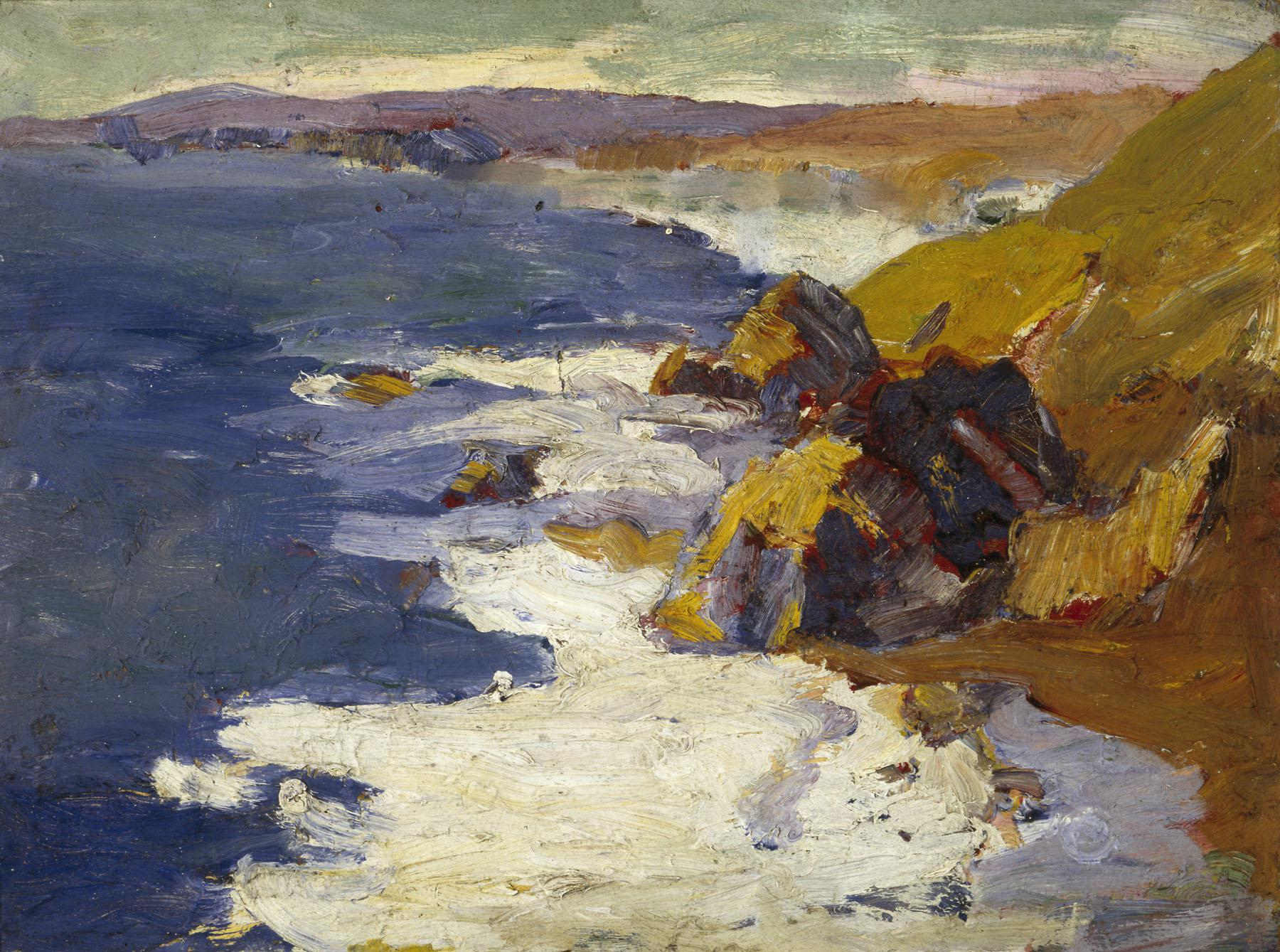
Стинсон-Бич, 1919, картон, масло
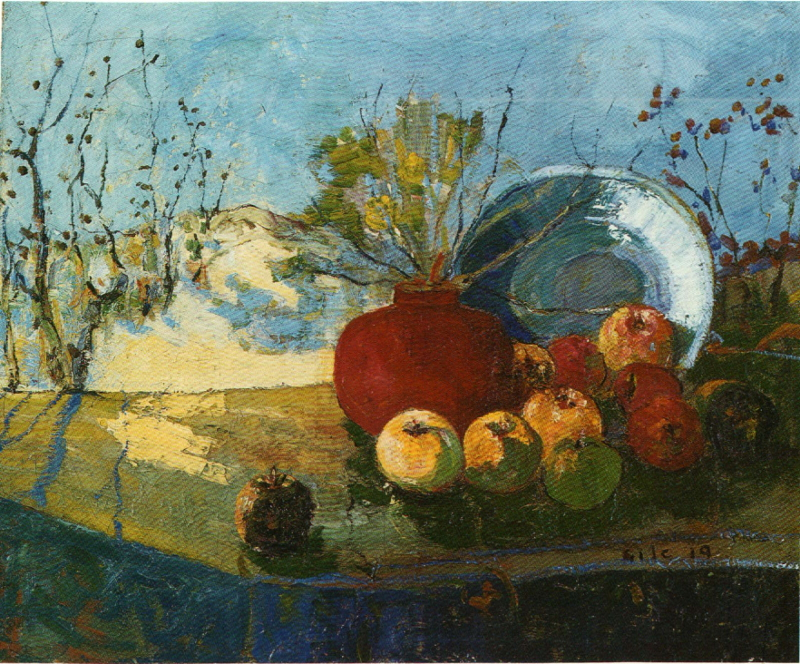
Натюрморт с деревьями и горами, 1919, холст, масло
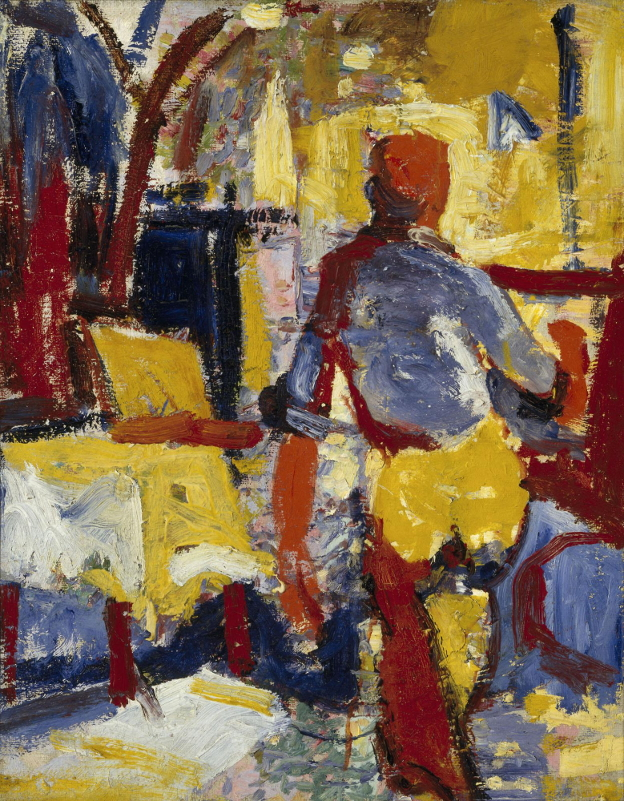
Red Von Eichman, 1920, холст, масло
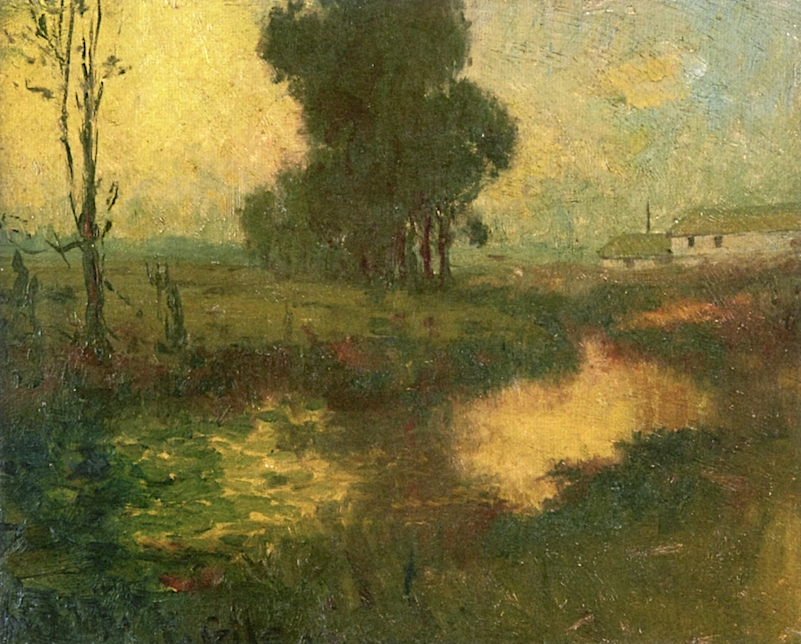
Дом в начале 65-й Авеню, Окленд 1912
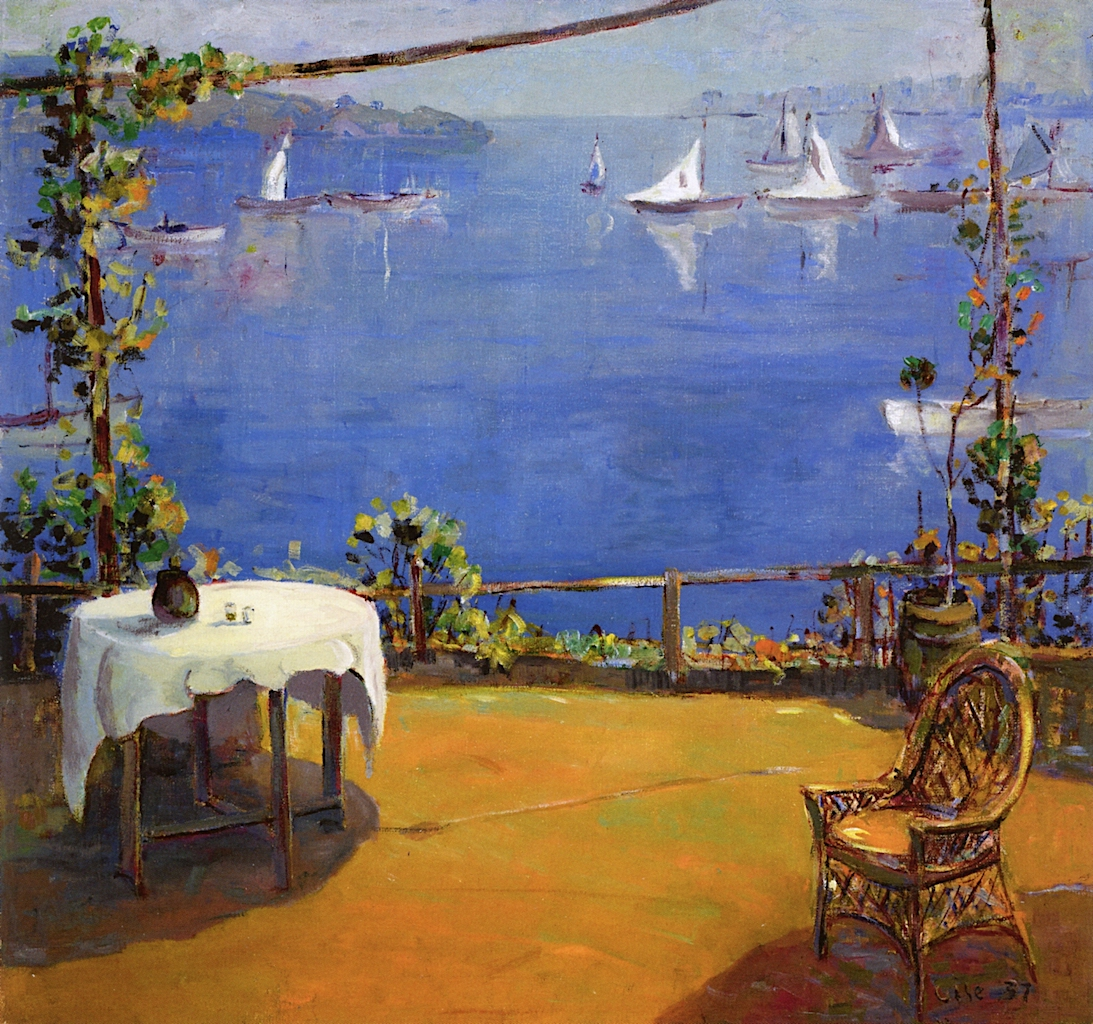
Крыльцо, 1937